# Bernd Mönkebüscher
Bernd Mönkebüscher (* 1966 in Werl) ist ein römisch-katholischer Theologe, Priester und Autor.

## Leben
Mönkebüscher wuchs in Werl auf. Er studierte römisch-katholische Theologie. 1992 wurde Mönkebüscher zum Priester geweiht. Mönkebüscher ist seit 2007 als Pfarrer im Erzbistum Paderborn in Hamm in dem Pastoralverbund Hamm Mitte Osten und Hamm Mitte Westen tätig. Er leitet beide Pastoralverbünde. Im Februar 2019 outete sich Mönkebüscher als homosexuell. Als Autor verfasste er mehrere Werke.
Ab dem 16. März 2021 startete Mönkebüscher gemeinsam mit dem Würzburger Hochschulpriester Burkhard Hose eine Unterschriftenaktion gegen das Dokument der Glaubenskongregation vom vorherigen Tage, wonach die Segnung gleichgeschlechtlicher Paare in der Römisch-katholischen Kirche nicht möglich sei. Bereits nach einem Tag hatten über 200 römisch-katholische Seelsorger unterzeichnet.
Mönkebüscher war Mitinitiator der Aktion #OutInChurch – Für eine Kirche ohne Angst, die für die Rechte queerer Arbeitnehmer in der römisch-katholischen Kirche eintritt.
2022 erstatteten Bernd Mönkebüscher sowie die Priester Burkhard Hose und Wolfgang F. Rothe Strafanzeigen gegen den Kölner Erzbischof Rainer Maria Woelki. Am 9. November 2022 leitete die Staatsanwaltschaft Köln nach vorheriger Abweisung ein Ermittlungsverfahren gegen Woelki wegen des Verdachts der falschen eidesstattlichen Versicherung ein.

## Werke (Auswahl)
- Unverschämt katholisch sein, 2019 Echter Verlag GmbH, Würzburg, ISBN 978-3-429-05413-7[10]
- Gott schaut zu uns auf, Echter Verlag GmbH, Würzburg, ISBN 3-429-05414-1
- Ein nicht endender Anfang – Fragmente zur Fasten- und Osterzeit, Echter Verlag GmbH Würzburg, ISBN 978-3-429-05355-0
- Man kann nicht an Gott glauben ohne menschlich zu sein, 2017, Echter Verlag GmbH Würzburg, ISBN 978-3-429-04390-2
- Unter brechen und aufbrechen, 2017, Echter Verlag GmbH Würzburg, ISBN 978-3-429-04351-3